# Милан Милутинович
Милан Милутинович (на сръбски: Милан Милутиновић) е сръбски политик и дипломат, президент на Сърбия от 1997 до 2002 г.
Милутинович е секретар по образованието и науката на Сърбия (1977 - 1982), директор на Националната библиотека на Сърбия (1983-1987), посланик на Югославия в Гърция (1989-1995), след това федерален министър на външните работи (1995-1997). ) и президент на Сърбия от декември 1997 до декември 2002 г. Обвинен е от Международния наказателен трибунал за бивша Югославия за предполагаеми престъпления в Косово. След изтичане на президентския му мандат през декември 2002 г. той доброволно се предава на Трибунала, като е съден за военни престъпления. На 26 април 2009 г. е обявен за невинен по всички обвинения.

### Биография
Роден е на 19 декември 1942 г. в Белград. Произхожда от стар белградски род. Завършва основно училище и гимназия в Белград и се дипломира през 1965 г. в Юридическия факултет на Белградския университет.
От 1969 до 1971 г. е член на Председателството на Югославския социалистически съюз на младежта, отговарящ за международните връзки. От 1969 до 1974 г. г. е член на федералния парламент на Социалистическа федеративна република Югославия, като през това време е служил, наред с другото, в комисията по външни работи. От 1974 до 1977 е секретар по идеологическите въпроси на Градския комитет на Съюза на комунистите в Белград.
От 1977 до 1982 г. е секретар по образованието, науката и спорта на Социалистическа република Сърбия. По време на мандата си работи по цялостна реформа на образователната система. Публикува сравнителни изследвания върху системите за висше образование. След това е избран за директор на Националната библиотека на Сърбия.
През 1987 г. е включен в Съюзния секретариат на външните работи на СФРЮ като ръководител на сектор за преса, информация и култура. През септември 1989 г.  е назначен за посланик на СФРЮ в Гърция.
От тази позиция той е назначен за министър на външните работи през август 1995 г. в кабинета на Радое Контич . През ноември 1995 г. той е един от водещите преговарящи по време на мирните преговори за Босна в Дейтън, Охайо, и един от съставителите на това, което впоследствие става Дейтънското мирно споразумение, което води до окончателното прекратяване на военните действия в Босна и Херцеговина. По време на мандата си като министър на външните работи той подписва и няколко споразумения между Югославия и нейната съседка Хърватия, насочени към нормализиране на отношенията между двете страни.
През декември 1997 г. Милутинович печели на втория тур на президентските избори 2 177 462 гласа или 59,18% от официалното преброяване, при избирателна активност 50,96% гласоподаватели.
Умира на 2 юли 2023 г.